# Renato de Barbieri
Renato De Barbieri (Genova, 5 novembre 1920 – Trento, 30 ottobre 1991) è stato un violinista e didatta italiano.

## Biografia
Figlio del celebre liutaio Paolo De Barbieri, conobbe da fanciullo nel laboratorio del padre i maggiori violinisti del secolo tra cui Fritz Kreisler, Jascha Heifetz e Bronislaw Huberman Archiviato il 21 gennaio 2014 in Internet Archive. oltre a Mischa Elman e Váša Příhoda con cui si perfezionò.
Iniziato lo studio del violino a cinque anni, a otto eseguì il concerto di Mozart in sol maggiore con l'orchestra.
Vinse numerosi concorsi violinistici e il premio dell'Accademia Musicale Chigiana di Siena iniziando l'attività concertistica. Giovanissimo, dopo aver partecipato alle celebrazioni per il centenario della morte di Nicolò Paganini, fu invitato nel 1945 a esibirsi, col Guarneri del Gesù il "Cannone (violino)" appartenuto al sommo violinista genovese, in un concerto radiotrasmesso in tutto il mondo. Con lo stesso strumento girò nel 1947 un cortometraggio dal titolo La Voce di Paganini che per l'esecuzione musicale gli valse il 1º premio alla Mostra Internazionale del Cinema di Venezia.
Nel 1958 a Bruxelles venne nominato membro del Comitato d'onore per le celebrazioni del centenario di Ysaye. Nel 1965 eseguì il Concerto di Beethoven in occasione del 50º anniversario del Mozarteum di Salisburgo, ed il 22 novembre dello stesso anno si sposò a Genova con Maria " Mariangiola " Firpo. Il 5 ottobre del 1966 nacque il figlio Enrico.
Nel 1971 tenne col violino di Paganini un concerto alla Liederhalle di Stoccarda riportando un successo trionfale: era la prima volta che il famoso Guarneri veniva suonato all'estero dopo la morte di Paganini. Sua è inoltre la colonna sonora del film Nicolò Paganini (1973). Nel 1980 eseguì nella loro stesura autografa i 24 Capricci paganiniani in Svizzera, facendo ancora una volta risuonare la voce del prezioso "Cannone (violino)" con cui nel 1982 inaugurò le celebrazioni tenute a Genova per il bicentenario della nascita di Paganini.
La critica musicale lo inserisce nel ristretto novero di quei concertisti che hanno conferito una propria fisionomia allo stile violinistico del Novecento. "Fronda d'oro" 1961, "Premio Eur" 1974, "Premio Regionale Ligure" 1975, "Premio Internazionale per il concertismo" 1977, nel 1981 gli venne conferito il "San Giorgio d'argento", e ancora Roma, in Campidoglio, nel maggio del 1982, il "Violino d'oro", nella ricorrenza del bicentenario della nascita di Paganini. Sempre nel 1982 e ancora nella capitale il Premio "David di Michelangelo"; nel 1983, a Milano, il "Premio Meneghino". Nello stesso anno gli fu assegnato il Premio "Fieschi d'oro" e nel 1986 il Premio Internazionale "Guido Monaco-Apollo Musagete" a Talla (Arezzo).
Memorabile l'esecuzione in onore della regina Elisabetta II del Regno Unito, in occasione della sua visita a Genova nel 1980. 
Nel dicembre del 1985 ricevette la Targa d'onore per l'Anno della Musica dei Rotary International. Nel 1987 Raitre gli dedicò la biografia  “Renato De Barbieri:una vita per il violino” voluta da Arnaldo Bagnasco per la regia di Bruno Ferracciolo. Nel 1988 gli fu assegnata la Medaglia d'oro europea per il concertismo e conferita la Cittadinanza Onoraria di Mezzolombardo (Trento), ove nel 1983 aveva fondato i corsi musicali estivi internazionali.
Nel 1990, in occasione del 150º anniversario della morte di Paganini, fu nominato Presidente onorario del Concorso Internazionale di violino "Premio Paganini". Recentemente, in occasione del 50º anniversario della carriera artistica, gli era stato conferito dal Sindaco di Genova il Grifo d'Oro, massimo riconoscimento della città in ricordo del sigillo dell'antica Repubblica.
Membro di giuria dei più importanti concorsi violinistici internazionali, Renato De Barbieri, nel corso della sua carriera, è stato insignito di numerose e prestigiose onorificenze, italiane e straniere, tra le quali quella di Cavaliere di Gran croce dell'ordine al Merito della Repubblica Italiana, la Medaglia d'oro ai benemeriti della scuola, della cultura e dell'arte e la Croce d'onore per l'arte e la scienza conferitagli dal Presidente della Repubblica dell'Austria.
Su proposta del Sindaco di Genova, è stato tumulato nel Pantheon del Cimitero di Staglieno (Genova), dove riposa accanto a Camillo Sivori, Nino Bixio e altri genovesi illustri.
Nel 2011, il Comune di Mezzocorona (Trento), borgata rotaliana a cui era molto legato e dove soggiornava per lunghi periodi, gli ha intitolato il parco urbano adiacente al Municipio.
Nello stesso anno, la Città di Genova ha deciso di dedicare il tratto fra via Roma e Galleria Mazzini al suo illustre concittadino.
Nel 2013, su idea del violista e violinista Paolo Turri, l'Orchestra Giovanile Trentina, diretta dal m.o Andrea Fuoli, ha dedicato al grande violinista un concorso nazionale per violino e per archi, rivolto ai giovani e tenutosi a Mezzocorona, per onorare in modo ancora più attivo e speciale la memoria del grande maestro De Barbieri, soprannominato anche il 'Paganini' del '900. Infine nel 2014, il Comune di Mezzolombardo (Trento) gli ha dedicato la sala prove del Complesso Musicale, nel nuovo Centro Culturale "La Corte".

## Scritti
- Paganini da vero, in «Genova», anno 56 n. 76 (1976), pp. 37-42

## Registrazioni
| composer                     | work | orchestra / conductor / accompanist / other     | rec. date  | release                                                                  | A=audio V=video | info and note                                                                                         |
| ---------------------------- | --- | ----------------------------------------------- | ---------- | ------------------------------------------------------------------------ | --------------- | --- |
| Tartini, Giuseppe            | Il trillo del diavolo | Giuseppe Guastalla, piano                       | 1944       | 2x78 giri, Voce del Padrone AW 338-339                                   | A               | non ripubblicato                                                                                      |
| Neglia, Francesco Paolo      | Capriccio Valzer, Op.19 No.1 | Giuseppe Guastalla, piano                       | 1946       | 78 giri, Voce del Padrone AW 342                                         | A               | no CD release / YouTube                                                                               |
| Kreisler, Fritz              | Schön Rosmarin (Alt-Wiener Tanzweisen, No.3)                                                                                             | Giuseppe Guastalla, piano                       | 1947       | CD, IDIS 6657                                                            | A               | Voce del Padrone DA 11313 / reprint, 2012                                                             |
| Saint-Saëns, Camille         | Le Cygne (No.13, from 'Le Carnaval des Animaux')                                                                                         | Giuseppe Guastalla, piano                       | 1947       | CD, IDIS 6657                                                            | A               | Voce del Padrone DA 11313 / reprint, 2012                                                             |
| Ciaikowski, Piotr            | Melodia | Giuseppe Guastalla, piano                       | 1947       | Voce del Padrone DA 11316                                                | A               | non ripubblicato                                                                                      |
| Rimsky-Korsakow, Nikolaj     | Canzone indù | Giuseppe Guastalla, piano                       | 1947       | Voce del Padrone DA 11316                                                | A               | non ripubblicato                                                                                      |
| Falla, Manuel de             | Jota | Giuseppe Guastalla, piano                       | 1947       | Voce del Padrone DA 11317                                                | A               | non ripubblicato                                                                                      |
| Sarasate, Pablo de           | Zapateado | Giuseppe Guastalla, piano                       | 1947       | Voce del Padrone DA 11317                                                | A               | non ripubblicato                                                                                      |
| Mendelssohn-Batholdy, Felix  | Sulle ali del canto | Giuseppe Guastalla, piano                       | 1949       | Voce del Padrone DB 11325                                                | A               | non ripubblicato                                                                                      |
| Novacek, Ottokar             | Moto perpetuo | Giuseppe Guastalla, piano                       | 1949       | Voce del Padrone DB 11325                                                | A               | non ripubblicato                                                                                      |
| Achron, Joseph               | Melodia ebraica |                                                 | 1949       | Voce del Padrone DB 11326                                                | A               | non ripubblicato                                                                                      |
| Dvorak, Antonin              | Danza slava n. 3 in re magg. |                                                 | 1949       | Voce del Padrone DB 11326                                                | A               | non ripubblicato                                                                                      |
| Paganini, Niccolò            | 12 Capricci Op.1, MS 25 (No.13-24) |                                                 | 1951       | 78 giri, Voce del Padrone DA 11326-11331                                 | A               | non ripubblicato                                                                                      |
| Beethoven, Ludwig van        | Violin Sonata No.9, in A major Op.47 'Kreutzer'                                                                                          | Tullio Macoggi, piano                           | 1956       | EMI La Voce del Padrone QCLP 12022                                       | A               | HMV 1956 Vol.2 / reprint, 2012                                                                        |
| Nováček, Ottokar             | Perpetuum mobile, Concert caprice, Op.5 No.4                                                                                             | Tullio Macoggi, piano                           | 1956       | CD, IDIS 6657                                                            | A               | HMV 1956 Vol.2 / reprint, 2012                                                                        |
| Dinicu, Grigoras             | Hora Staccato (arr. Jascha Heifetz) | Tullio Macoggi, piano                           | 1956       | CD, IDIS 6622                                                            | A               | HMV 1956 / reprint, 2011                                                                              |
| Paradis, Maria Teresa von    | Sicilienne (arr. Samuel Dushkin) | Tullio Macoggi, piano                           | 1956       | CD, IDIS 6622                                                            | A               | HMV 1956 / reprint, 2011                                                                              |
| Moszkovski, Moritz           | Guitarre, Op.45 No.2 (arr. Pablo de Sarasate)                                                                                            | Tullio Macoggi, piano                           | 1956       | CD, IDIS 6622                                                            | A               | HMV 1956 / reprint, 2011                                                                              |
| Castelnuovo-Tedesco, Mario   | Alt-Wien, Rapsodia viennese, Op.30 No.1 (arr. Jascha Heifetz)                                                                            | Tullio Macoggi, piano                           | 1956       | CD, IDIS 6622                                                            | A               | HMV 1956 / reprint, 2011                                                                              |
| Ravel, Maurice               | Tzigane, Rhapsodie de concert | Tullio Macoggi, piano                           | 1956       | CD, IDIS 6622                                                            | A               | HMV 1956 / reprint, 2011                                                                              |
| Schumann, Robert             | Romance in A major, Op.94 No.2 (arr. Fritz Kreisler)                                                                                     | Tullio Macoggi, piano                           | 1956       | CD, IDIS 6622                                                            | A               | HMV 1956 / reprint, 2011                                                                              |
| Elgar, Edward                | La Capricieuse, Op.17 | Tullio Macoggi, piano                           | 1956       | CD, IDIS 6622                                                            | A               | HMV 1956 / reprint, 2011                                                                              |
| Achron, Joseph               | Hebrew Melody, Op.33 | Tullio Macoggi, piano                           | 1956       | CD, IDIS 6622                                                            | A               | HMV 1956 / reprint, 2011                                                                              |
| Wieniawski, Henryk           | Polonaise brillante (No.1), in D major, Op.4                                                                                             | Tullio Macoggi, piano                           | 1956       | CD, IDIS 6622                                                            | A               | HMV 1956 / reprint, 2011                                                                              |
| Prokofiev, Sergei            | Violin Sonata No.1, in F minor, Op.80 (rev. Joseph Szigeti)                                                                              | Tullio Macoggi, piano                           | 24.I.1956  | LP La Voce del Padrone QCLP12021 (p)1956                                 | A               | reprint: CD, IDIS 6622 (p)2011                                                                        |
| Saint-Saëns, Camille         | Introduction et rondo capriccioso, Op.28                                                                                                 | Tullio Macoggi, piano                           | 24.I.1956  | LP La Voce del Padrone QCLP12021 (p)1956                                 | A               | reprint: CD, IDIS 6657 (p)2012                                                                        |
| Paganini, Niccolò            | Le Streghe (Variations on a theme from the ballet 'Il noce di Benevento' by F.X.Süssmayr), Op.8, MS 19                                   | Tullio Macoggi, piano                           | 24.I.1956  | LP La Voce del Padrone QCLP12021 (p)1956                                 | A               | reprint: CD, IDIS 6622 (p)2011                                                                        |
| Paganini, Niccolò            | Violin Concerto No.1, in D Major Op.6 | Berliner Philharmoniker / Richard Kraus         | 1958       | live, pirate                                                             | A               | never released                                                                                        |
| Castelnuovo-Tedesco, Mario   | Violin Concerto No. 2, Op. 66, "I profeti" (The Prophets)                                                                                | Orchestra di San Remo / Carlo Farina, conductor | 1960       | CD, IDIS 6687                                                            | A               | live pirate, 1960 / (p)2014                                                                           |
| Respighi, Ottorino           | Violin Sonata in B minor (1917) | Tullio Macoggi, piano                           | 1962       | CD, IDIS 6687                                                            | A               | Studio RAI, 1962 / (p)2014                                                                            |
| various                      | THE FULL CONCERT - LIEDERHALLE STUTTGART, ON PAGANINI's VIOLIN "IL CANNONE" GUARNERI DEL GESU'                                           |                                                 | 1971/11    | live, German Radio                                                       | A               | never released                                                                                        |
| Haendel, Georg Friederich    | Violin Sonata in D major (No.4), Op.1 No.13, HWV 371                                                                                     | Tullio Macoggi, piano                           | 1973/10/24 | LP, Fonit Cetra LPU-0110 (M8858) "Il Settecento" / CD, Fonit Cetra CDC72 | A               | 'L'Arte di Renato de Barbieri' CD reprint, 1992                                                       |
| Pergolesi, Giovanni Battista | Violin Sonata in E major, No.12 (spurious)                                                                                               | Tullio Macoggi, piano                           | 1973/10/24 | LP, Fonit Cetra LPU-0110 (M8858) "Il Settecento" / CD, Fonit Cetra CDC72 | A               | 'L'Arte di Renato de Barbieri' CD reprint, 1992                                                       |
| Veracini, Francesco Maria    | Concert-Sonata in E minor, Op.2 No.8 (I. Allegro moderato; II. Largo; III. Giga)                                                         | Tullio Macoggi, piano                           | 1973/10/24 | LP, Fonit Cetra LPU-0110 (M8858) "Il Settecento"                         | A               | no CD release                                                                                         |
| Tartini, Giuseppe            | Sonata in G minor, B.g5 'Il Trillo del Diavolo' (arr. & cadenza: Renato De Barbieri)                                                     | Tullio Macoggi, piano                           | 1973/10/24 | LP, Fonit Cetra LPU-0110 (M8858) "Il Settecento" / CD, Fonit Cetra CDC72 | A               | 'L'Arte di Renato de Barbieri' CD reprint, 1992                                                       |
| Paganini, Niccolò            | Sonata Varsavia (Variations on a mazurka by J.Elsner), MS 57                                                                             | Tullio Macoggi, piano                           | 1973/10/25 | Fonit Cetra LPU-0109 (M8859) / CD, Fonit Cetra CDC72                     | A               | On Paganini's violin "il Cannone" Guarneri del Gesù / 'L'Arte di Renato de Barbieri' CD reprint, 1992 |
| Paganini, Niccolò            | Le Streghe (Variations on a theme from the ballet 'Il noce di Benevento' by F.X.Süssmayr), Op.8, MS 19                                   | Tullio Macoggi, piano                           | 1973/10/25 | Fonit Cetra LPU-0109 (M8859) (also on 45 rpm) / CD, Fonit Cetra CDC72    | A               | On Paganini's violin "il Cannone" Guarneri del Gesù / 'L'Arte di Renato de Barbieri' CD reprint, 1992 |
| Paganini, Niccolò            | 'Nel cor più non mi sento' (from 'La molinara' by Paisiello), Op.38, MS 44 (Improvvisazioni sul Tema e Variazioni by Renato de Barbieri) |                                                 | 1973/10/25 | Fonit Cetra LPU-0109 (M8859) (also on 45 rpm) / CD, Fonit Cetra CDC72    | A               | On Paganini's violin "il Cannone" Guarneri del Gesù / 'L'Arte di Renato de Barbieri' CD reprint, 1992 |
| Paganini, Niccolò            | Capriccio No.24, in A minor (Thema: Quasi presto - Variazioni - Finale), Op.1, MS 25                                                     |                                                 | 1973/10/25 | Fonit Cetra LPU-0109 (M8859) / CD, Fonit Cetra CDC72                     | A               | On Paganini's violin "il Cannone" Guarneri del Gesù / 'L'Arte di Renato de Barbieri' CD reprint, 1992 |
| Paganini, Niccolò            | Sonata "Concertata" in A major, for violin and guitar MS.2, Op.61 (1803)                                                                 | Mario Gangi, guitar                             | 1973       | Fonit Cetra LPU-0109 (M8859)                                             | A               | On Paganini's violin "il Cannone" Guarneri del Gesù / no CD release                                   |
| Sinding, Christian           | Suite im alten Stil, in A minor, Op.10                                                                                                   | Tullio Macoggi, piano                           | 1975/2/25  | LP, Fonit Cetra LPU 011                                                  | A               | 'De Barbieri Recital' CD                                                                              |
| Kreisler, Fritz              | Recitativo and Scherzo-Caprice, in D minor, Op.6 (violin solo)                                                                           |                                                 | 1975/2/25  | LP, Fonit Cetra LPU 011                                                  | A               | 'De Barbieri Recital' CD                                                                              |
| Hubay, Jenő                  | Der Zephir (No.5 from 'Blumenleben', Op.30)                                                                                              | Tullio Macoggi, piano                           | 1975/2/25  | LP, Fonit Cetra LPU 011                                                  | A               | 'De Barbieri Recital' CD                                                                              |
| Schumann, Robert             | Violin Sonata F.A.E., II. Intermezzo (Bewegt, doch nicht zu Schnell) WoO 22                                                              | Tullio Macoggi, piano                           | 1975/2/25  | LP, Fonit Cetra LPU 011 5; CD, Fonit Cetra CDC72                         | A               | 'L'Arte di Renato de Barbieri' CD reprint, 1992                                                       |
| Brahms, Johannes             | Violin Sonata F.A.E., III. Scherzo (Allegro) in C minor WoO 2                                                                            | Tullio Macoggi, piano                           | 1975/2/25  | LP, Fonit Cetra LPU 011 5; CD, Fonit Cetra CDC72                         | A               | 'L'Arte di Renato de Barbieri' CD reprint, 1992                                                       |
| Bloch, Ernest                | Nigun 'Improvisation' (No.2 from "Baal Shem", Three Pictures of Chassidic Life)                                                          | Tullio Macoggi, piano                           | 1975/2/25  | LP, Fonit Cetra LPU 011 5; CD, Fonit Cetra CDC72                         | A               | 'L'Arte di Renato de Barbieri' CD reprint, 1992                                                       |
| Ysaye, Eugène                | Sonata for solo violin No.3, in D minor Op.27/3 'Ballade' to George Enescu                                                               |                                                 | 1975/2/25  | LP, Fonit Cetra LPU 011 5; CD, Fonit Cetra CDC72                         | A               | 'L'Arte di Renato de Barbieri' CD reprint, 1992                                                       |
| Paganini, Niccolò            | 24 Capricci Op.1, MS 25 (original manuscript version)                                                                                    |                                                 | 1981/11    | FOREVER Records FVC 2LP 8001/2                                           | A               | LP release, 1982 (for Paganini's bicentennial) / reprint: CD WarnerFonit                              |
| Paganini, Niccolò            | 60 Variations on the Genoese folksong 'Barucabà', Op.14, MS 71 (original version)                                                        | Mario Gangi, guitar                             | 1983       | LP, RCA GL32644                                                          | A               | no CD release                                                                                         |